# Список прем'єр-міністрів України
Прем'єр-міністр України — голова Кабінету Міністрів України, що є вищим органом виконавчої влади в Україні.

### Прем'єр-міністри України
Представництво за політичними партіями:
| Партія регіонів | Батьківщина | Громада | Народно-демократична партія | Партія промисловців і підприємців | Блок Петра Порошенка | Наша Україна | Народний Фронт | Безпартійні |

| № | №  | Фото                                 | Прізвище                                        | Початок повноважень                                                                             | Завершення повноважень | Партія                            | Президент                  | Примітки |
| - | -- | ------------------------------------ | ----------------------------------------------- | ----------------------------------------------------------------------------------------------- | ---------------------- | --------------------------------- | -------------------------- | -------- |
|   | 1  |                                      | Вітольд Фокін (1932—2025)                       | 18 квітня 1991 (як Премʼєр-міністр Української РСР) 24 серпня 1991 (як Премʼєр-міністр України) | 1 жовтня 1992          | Безпартійний                      | Леонід Кравчук             |          |
|   | -  |                                      | Валентин Симоненко (нар. 1940) (в. о.)          | 2 жовтня 1992                                                                                   | 13 жовтня 1992         | Безпартійний                      | Леонід Кравчук             |          |
|   | 2  |                                      | Леонід Кучма (нар. 1938)                        | 13 жовтня 1992                                                                                  | 21 вересня 1993        | Безпартійний                      | Леонід Кравчук             |          |
|   | -  |                                      | Юхим Звягільський (1933—2021) (в. о.)           | 22 вересня 1993                                                                                 | 16 червня 1994         | Безпартійний                      | Леонід Кравчук             |          |
|   | 3  |                                      | Віталій Масол (1928—2018)                       | 16 червня 1994                                                                                  | 6 березня 1995         | Безпартійний                      | Леонід Кравчук             |          |
|   | 3  | Леонід Кучма                         | Віталій Масол (1928—2018)                       | 16 червня 1994                                                                                  | 6 березня 1995         | Безпартійний                      |                            |          |
|   | -  |                                      | Євген Марчук (1941—2021) (в. о.)                | 6 березня 1995                                                                                  | 8 червня 1995          | Безпартійний                      |                            |          |
|   | 4  | Євген Марчук (1941—2021)             | 8 червня 1995                                   | 27 травня 1996                                                                                  | Безпартійний           |                                   |                            |          |
|   | 5  |                                      | Павло Лазаренко (нар. 1953)                     | 28 травня 1996                                                                                  | 19 червня 1997         | Громада                           |                            |          |
|   | -  |                                      | Василь Дурдинець (нар. 1937) (в. о.)            | 19 червня 1997                                                                                  | 16 липня 1997          | Безпартійний                      |                            |          |
|   | 6  |                                      | Валерій Пустовойтенко (нар. 1947)               | 16 липня 1997                                                                                   | 22 грудня 1999         | Народно-демократична партія       |                            |          |
|   | 7  |                                      | Віктор Ющенко (нар. 1954)                       | 22 грудня 1999                                                                                  | 29 травня 2001         | Безпартійний                      |                            |          |
|   | 8  | Анатолій Кінах                       | Анатолій Кінах (нар. 1954)                      | 29 травня 2001                                                                                  | 21 листопада 2002      | Партія промисловців і підприємців |                            |          |
|   | 9  |                                      | Віктор Янукович (нар. 1950)                     | 21 листопада 2002                                                                               | 7 грудня 2004          | Партія регіонів                   |                            |          |
|   | -  |                                      | Микола Азаров (нар. 1947) (в. о.)               | 7 грудня 2004                                                                                   | 28 грудня 2004         | Партія регіонів                   |                            |          |
|   | 9  |                                      | Віктор Янукович (нар. 1950)                     | 28 грудня 2004                                                                                  | 5 січня 2005           | Партія регіонів                   |                            |          |
|   | -  |                                      | Микола Азаров (нар. 1947) (в. о.)               | 5 січня 2005                                                                                    | 24 січня 2005          | Партія регіонів                   |                            |          |
|   | -  |                                      | Юлія Тимошенко (нар. 1960) (в. о.)              | 24 січня 2005                                                                                   | 4 лютого 2005          | Батьківщина                       | Віктор Ющенко              |          |
|   | 10 | Юлія Тимошенко (нар. 1960)           | 4 лютого 2005                                   | 8 вересня 2005                                                                                  |                        | Батьківщина                       | Віктор Ющенко              |          |
|   | -  |                                      | Юрій Єхануров (нар. 1948) (в. о.)               | 8 вересня 2005                                                                                  | 22 вересня 2005        | Наша Україна                      | Віктор Ющенко              |          |
|   | 11 | Юрій Єхануров (нар. 1948)            | 22 вересня 2005                                 | 4 серпня 2006                                                                                   |                        | Наша Україна                      | Віктор Ющенко              |          |
|   | 12 |                                      | Віктор Янукович (нар. 1950) (Вдруге)            | 4 серпня 2006                                                                                   | 18 грудня 2007         | Партія регіонів                   | Віктор Ющенко              |          |
|   | 13 |                                      | Юлія Тимошенко (нар. 1960) (Вдруге)             | 18 грудня 2007                                                                                  | 3 березня 2010         | Батьківщина                       | Віктор Ющенко              |          |
|   | -  | Юлія Тимошенко (нар. 1960) (в. о.)   | 3 березня 2010                                  | 11 березня 2010                                                                                 | Віктор Янукович        | Батьківщина                       |                            |          |
|   | 14 |                                      | Микола Азаров (нар. 1947) (3—13.12.2012 — в.о.) | 11 березня 2010                                                                                 | Віктор Янукович        | 28 січня 2014                     | Партія регіонів            |          |
|   | -  |                                      | Сергій Арбузов (нар. 1976) (в. о.)              | 28 січня 2014                                                                                   | Віктор Янукович        | 27 лютого 2014                    | Партія регіонів            |          |
|   | 15 |                                      | Арсеній Яценюк (нар. 1974)                      | 27 лютого 2014                                                                                  | 14 квітня 2016         | Батьківщина (27.02.14 — 27.11.14) | Олександр Турчинов (в. о.) |          |
|   | 15 | Народний фронт (27.11.14 — 14.04.16) | Арсеній Яценюк (нар. 1974)                      | 27 лютого 2014                                                                                  | 14 квітня 2016         | Петро Порошенко                   |                            |          |
|   | 16 |                                      | Володимир Гройсман (нар. 1978)                  | 14 квітня 2016                                                                                  | 29 серпня 2019         | Петро Порошенко                   | Блок Петра Порошенка       |          |
|   | 16 | Володимир Зеленський                 | Володимир Гройсман (нар. 1978)                  | 14 квітня 2016                                                                                  | 29 серпня 2019         |                                   | Блок Петра Порошенка       |          |
|   | 17 |                                      | Олексій Гончарук (нар. 1984)                    | 29 серпня 2019                                                                                  | 4 березня 2020         | Безпартійний                      |                            |          |
|   | 18 |                                      | Денис Шмигаль (нар. 1975)                       | 4 березня 2020                                                                                  | 17 липня 2025          | Безпартійний                      |                            |          |
|   | 19 |                                      | Юлія Свириденко (нар. 1985)                     | 17 липня 2025                                                                                   |                        | Безпартійна                       |                            |          |

## Прем'єр-міністри попередніх державних утворень

### Українська Народна РеспублікатаУкраїнська Держава(1917—1920)
Представництво за політичними партіями:
| Українська соціал-демократична робітнича партія | Українська партія соціалістів-федералістів | Українська партія соціалістів-революціонерів | Конституційно-демократична партія | Спілка 17 жовтня | Безпартійні |

| №                                              | № | Фото | Прізвище                                   | Початок повноважень | Завершення повноважень | Партія                                          | Глава держави               | Примітки |
| ---------------------------------------------- | - | ---- | ------------------------------------------ | ------------------- | ---------------------- | ----------------------------------------------- | --------------------------- | -------- |
| Голова Генерального секретаріату УНР 1917—1918 |   |      |                                            |                     |                        |                                                 |                             |          |
|                                                | 1 |      | Володимир Винниченко (1880—1951)           | 28 червня 1917      | 13 серпня 1917         | Українська соціал-демократична робітнича партія | Михайло Грушевський         |          |
|                                                | - |      | Дмитро Дорошенко (1882—1951) (в. о.)       | 14 серпня 1917      | 18 серпня 1917         | Українська партія соціалістів-федералістів      | Михайло Грушевський         |          |
|                                                | 2 |      | Володимир Винниченко (1880—1951)           | 1 вересня 1917      | 22 січня 1918          | Українська соціал-демократична робітнича партія | Михайло Грушевський         | [ 1 ]    |
| Голова Ради Народних Міністрів УНР 1918        |   |      |                                            |                     |                        |                                                 |                             |          |
|                                                | 1 |      | Володимир Винниченко (1880—1951)           | 22 січня 1918       | 30 січня 1918          | Українська соціал-демократична робітнича партія | Михайло Грушевський         |          |
|                                                | 2 |      | Всеволод Голубович (1885—1939)             | 30 січня 1918       | 29 квітня 1918         | Українська партія соціалістів-революціонерів    | Михайло Грушевський         |          |
| Отаман Ради Міністрів Української Держави 1918 |   |      |                                            |                     |                        |                                                 |                             |          |
|                                                | - |      | Микола Сахно-Устимович (1863—1918) (в. о.) | 29 квітня 1918      | 30 квітня 1918         | Українська партія соціалістів-федералістів      | Гетьман Павло Скоропадський | [ 2 ]    |
|                                                | - |      | Микола Василенко (1866—1935) (в. о.)       | 30 квітня 1918      | 10 травня 1918         | Конституційно-демократична партія               | Гетьман Павло Скоропадський |          |
|                                                | 1 |      | Федір Лизогуб (1851—1928)                  | 10 травня 1918      | 14 листопада 1918      | Спілка 17 жовтня                                | Гетьман Павло Скоропадський |          |
|                                                | 2 |      | Сергій Гербель (1856—1936)                 | 14 листопада 1918   | 14 грудня 1918         | Безпартійний                                    | Гетьман Павло Скоропадський |          |
| Голова Ради Народних Міністрів УНР 1918-1920   |   |      |                                            |                     |                        |                                                 |                             |          |
| Вакант (14 грудня 1918 — 26 грудня 1918)       |   |      |                                            |                     |                        |                                                 |                             |          |
|                                                | 1 |      | Володимир Чехівський (1876—1937)           | 26 грудня 1918      | 13 лютого 1919         | Українська соціал-демократична робітнича партія | Володимир Винниченко        |          |
|                                                | 2 |      | Сергій Остапенко (1881—1937)               | 13 лютого 1919      | 9 квітня 1919          | Українська партія соціалістів-революціонерів    | Симон Петлюра               |          |
|                                                | 3 |      | Борис Мартос (1879—1977)                   | 9 квітня 1919       | 27 серпня 1919         | Українська соціал-демократична робітнича партія | Симон Петлюра               |          |
|                                                | 4 |      | Ісаак Мазепа (1884—1952)                   | 27 серпня 1919      | 26 травня 1920         | Українська соціал-демократична робітнича партія | Симон Петлюра               |          |
|                                                | 5 |      | В'ячеслав Прокопович (1881—1942)           | 26 травня 1920      | 14 жовтня 1920         | Українська партія соціалістів-федералістів      | Симон Петлюра               | [ 3 ]    |

### Державні утворення на Кримському півострові (1917—1921)
Представництво за політичними партіями:
| Національна партія | Російська соціал-демократична робітнича партія (більшовиків) | Конституційно-демократична партія | Угорська комуністична партія | Безпартійні |

| №                                                                                         | № | Фото | Прізвище                            | Початок повноважень | Завершення повноважень | Партія                                                       | Президент | Примітки |
| ----------------------------------------------------------------------------------------- | - | ---- | ----------------------------------- | ------------------- | ---------------------- | ------------------------------------------------------------ | --------- | -------- |
| Голова Директорії тимчасового Кримсько-Мусульманського виконавчого комітету КНР 1917—1918 |   |      |                                     |                     |                        |                                                              |           |          |
|                                                                                           | 1 |      | Номан Челебіджихан (1885—1918)      | листопад 1917       | 4 січня 1918           | Національна партія                                           | Невідомо  |          |
|                                                                                           | 2 |      | Джафер Сейдамет Киример (1889—1960) | 4 січня 1918        | 14 січня 1918          | Національна партія                                           | Невідомо  |          |
| Голова Ради Народних Комісарів РСРТ 1918                                                  |   |      |                                     |                     |                        |                                                              |           |          |
|                                                                                           | 1 |      | Антон Слуцький (1884—1918)          | березень 1918       | 24 квітня 1918         | Російська соціал-демократична робітнича партія (більшовиків) | Невідомо  |          |
| Прем'єр-міністр Кримського крайового уряду 1918-1919                                      |   |      |                                     |                     |                        |                                                              |           |          |
|                                                                                           | 1 |      | Сулейман Сулькевич (1865—1920)      | 25 червня 1918      | 15 листопада 1918      | Безпартійний                                                 | Невідомо  |          |
|                                                                                           | 2 |      | Соломон Крим (1867—1936)            | 15 листопада 1918   | квітень 1919           | Конституційно-демократична партія                            | Невідомо  |          |
| Голова Кримської Ради Народних Комісарів 1919                                             |   |      |                                     |                     |                        |                                                              |           |          |
|                                                                                           | 1 |      | Дмитро Ульянов (1874—1943)          | травень 1919        | червень 1919           | Російська соціал-демократична робітнича партія (більшовиків) | Невідомо  |          |
| Голова Кримського Революційного комітету 1920-1921                                        |   |      |                                     |                     |                        |                                                              |           |          |
|                                                                                           | 1 |      | Бела Кун (1886—1938)                | 16 листопада 1920   | 20 лютого 1921         | Угорська комуністична партія                                 | Невідомо  |          |
|                                                                                           | 2 |      | Михайло Поляков (1884—1938)         | 20 лютого 1921      | 7 листопада 1921       | Російська соціал-демократична робітнича партія (більшовиків) | Невідомо  |          |

### Західноукраїнська Народна Республіка(1918—1920)
Представництво за політичними партіями:
| Українська народна трудова партія |

| №                                 | № | Фото | Прізвище                     | Початок повноважень | Завершення повноважень | Партія                            | Президент     | Примітки |
| --------------------------------- | - | ---- | ---------------------------- | ------------------- | ---------------------- | --------------------------------- | ------------- | -------- |
| Державний секретар ЗУНР 1918—1919 |   |      |                              |                     |                        |                                   |               |          |
|                                   | 1 |      | Кость Левицький (1859—1941)  | 9 листопада 1918    | 4 січня 1919           | Українська народна трудова партія | Симон Петлюра |          |
|                                   | 2 |      | Сидір Голубович (1873—1938)  | 4 січня 1919        | 9 червня 1919          | Українська народна трудова партія | Симон Петлюра |          |
| Диктатор ЗОУНР 1919-1920          |   |      |                              |                     |                        |                                   |               |          |
|                                   | 1 |      | Євген Петрушевич (1863—1940) | 9 червня 1919       | 1 серпня 1920          | Українська народна трудова партія | Симон Петлюра |          |

### УрядЗУНРв екзилі (1920—1923)
Представництво за політичними партіями:
| Українська народна трудова партія |

| №                                      | № | Фото | Прізвище                     | Початок повноважень | Завершення повноважень | Партія                            | Президент     | Примітки |
| -------------------------------------- | - | ---- | ---------------------------- | ------------------- | ---------------------- | --------------------------------- | ------------- | -------- |
| Прем'єр-міністр ЗУНР у Відні 1920—1923 |   |      |                              |                     |                        |                                   |               |          |
|                                        | 1 |      | Євген Петрушевич (1863—1940) | 1 серпня 1920       | 15 березня 1923        | Українська народна трудова партія | Симон Петлюра |          |

### УрядУНРв екзилі (1920—1992)
Представництво за політичними партіями:
| Українська Соціалістична Партія | Український Національно-Державний Союз | Українське національно-демократичне об'єднання | Безпартійні |

| №                                       | №  | Фото                         | Прізвище                                  | Початок повноважень | Завершення повноважень | Партія                                         | Президент         | Примітки |
| --------------------------------------- | -- | ---------------------------- | ----------------------------------------- | ------------------- | ---------------------- | ---------------------------------------------- | ----------------- | -------- |
| Прем'єр-міністр УНР в Парижі 1920—1940  |    |                              |                                           |                     |                        |                                                |                   |          |
|                                         | -  |                              | Андрій Лівицький (1879—1954) (в. о.)      | 14 жовтня 1920      | 18 листопада 1920      | Українська Соціалістична Партія                | Симон Петлюра     | [ 4 ]    |
|                                         | 1  | Андрій Лівицький (1879—1954) | 18 листопада 1920                         | 24 березня 1921     | Симон Петлюра          | Українська Соціалістична Партія                |                   |          |
|                                         | 2  |                              | В'ячеслав Прокопович (1881—1942) (Вдруге) | 24 травня 1921      | 5 серпня 1921          | Безпартійний                                   | Симон Петлюра     |          |
|                                         | 3  |                              | Пилип Пилипчук (1869—1940)                | 5 серпня 1921       | 14 січня 1922          | Українська Соціалістична Партія                | Симон Петлюра     |          |
|                                         | 4  |                              | Андрій Лівицький (1879—1954) (Вдруге)     | 14 січня 1922       | 25 травня 1926         | Українська Соціалістична Партія                | Симон Петлюра     |          |
|                                         | 5  |                              | В'ячеслав Прокопович (1881—1942) (Втретє) | 25 травня 1926      | жовтень 1939           | Безпартійний                                   | Андрій Лівицький  |          |
|                                         | 6  |                              | Олександр Шульгин (1889—1960)             | жовтень 1939        | травень 1940           | Безпартійний                                   | Андрій Лівицький  |          |
| Прем'єр-міністр УНР у Празі 1944—1945   |    |                              |                                           |                     |                        |                                                |                   |          |
|                                         | -  |                              | Андрій Яковлів (1872—1955) (в. о.)        | 1944                | 1945                   | Безпартійний                                   | Андрій Лівицький  |          |
| Прем'єр-міністр УНР у Мюнхені 1945—1992 |    |                              |                                           |                     |                        |                                                |                   |          |
|                                         | 7  |                              | Кость Паньківський (1897—1973)            | 1945                | 1948                   | Український Національно-Державний Союз         | Андрій Лівицький  |          |
|                                         | 8  |                              | Ісаак Мазепа (1884—1952) (Вдруге)         | 19 червня 1948      | січень 1952            | Українська Соціалістична Партія                | Андрій Лівицький  |          |
|                                         | 9  |                              | Степан Баран (1879—1953)                  | січень 1952         | 4 червня 1953          | Українське національно-демократичне об'єднання | Андрій Лівицький  |          |
|                                         | 10 |                              | Спиридон Довгаль (1896—1975)              | 1954                | 1954                   | Українська Соціалістична Партія                | Степан Витвицький |          |
|                                         | 11 |                              | Симон Созонтів (1898—1980)                | 1954                | 1957                   | Безпартійний                                   | Степан Витвицький |          |
|                                         | 12 |                              | Микола Лівицький (1907—1989)              | 1957                | 1967                   | Український Національно-Державний Союз         | Степан Витвицький |          |
|                                         | 13 |                              | Атанас Фіґоль (1908—1993)                 | 22 березня 1967     | 1969                   | Безпартійний                                   | Микола Лівицький  |          |
|                                         | 14 |                              | Спиридон Довгаль (1896—1975) (Вдруге)     | 1969                | 1972                   | Українська Соціалістична Партія                | Микола Лівицький  |          |
|                                         | 15 |                              | Василь Федорончук (1915—1991)             | 1972                | 1974                   | Українське національно-демократичне об'єднання | Микола Лівицький  |          |
|                                         | 16 |                              | Теофіль Леонтій (?-?)                     | 1974                | 1980                   | Безпартійний                                   | Микола Лівицький  |          |
|                                         | 17 |                              | Ярослав-Богдан Рудницький (1910—1995)     | 1980                | 1989                   | Безпартійний                                   | Микола Лівицький  |          |
|                                         | 18 |                              | Іван Самійленко (1912—2006)               | 1989                | 1992                   | Український Національно-Державний Союз         | Микола Плав'юк    |          |

### Карпатська Україна(1938—1939)
Представництво за політичними партіями:
| Автономно-землеробський союз | Християнсько-народна партія | Українське Національне Об'єднання |

| №                                             | № | Фото | Прізвище                     | Початок повноважень | Завершення повноважень | Партія                            | Президент        | Примітки |
| --------------------------------------------- | - | ---- | ---------------------------- | ------------------- | ---------------------- | --------------------------------- | ---------------- | -------- |
| Прем'єр-міністр Карпатської України 1938—1939 |   |      |                              |                     |                        |                                   |                  |          |
|                                               | 1 |      | Андрій Бродій (1895—1946)    | 11 жовтня 1938      | 26 жовтня 1938         | Автономно-землеробський союз      | Августин Волошин |          |
|                                               | 2 |      | Авґустин Волошин (1874—1945) | 26 жовтня 1938      | 15 березня 1939        | Християнсько-народна партія       | Августин Волошин |          |
|                                               | 3 |      | Юліан Ревай (1899—1979)      | 15 березня 1939     | травень 1939           | Українське Національне Об'єднання | Августин Волошин |          |

### Українське державне правління(1941)
Представництво за політичними партіями:
| Організація українських націоналістів революційна |

| №                                             | № | Фото | Прізвище                    | Початок повноважень | Завершення повноважень | Партія                                            | Президент        | Примітки |
| --------------------------------------------- | - | ---- | --------------------------- | ------------------- | ---------------------- | ------------------------------------------------- | ---------------- | -------- |
| Голова Українського державного правління 1941 |   |      |                             |                     |                        |                                                   |                  |          |
|                                               | 1 |      | Ярослав Стецько (1912—1986) | 5 липня 1941        | 12 липня 1941          | Організація українських націоналістів революційна | Августин Волошин |          |

### Радянські держави (1918—1991)
Представництво за політичними партіями:
| Російська соціал-демократична робітнича партія (більшовиків) |

| №                                                                | №  | Фото | Прізвище                                  | Початок повноважень | Завершення повноважень | Партія                                                       | Глава держави      | Примітки |
| ---------------------------------------------------------------- | -- | ---- | ----------------------------------------- | ------------------- | ---------------------- | ------------------------------------------------------------ | ------------------ | -------- |
| Голова Ради Народних Комісарів ОРР 1918                          |    |      |                                           |                     |                        |                                                              |                    |          |
|                                                                  | 1  |      | Володимир Юдовський (1880—1949)           | 18 січня 1918       | 13 березня 1918        | Російська соціал-демократична робітнича партія (більшовиків) | Володимир Ленін    |          |
| Голова Ради Народних Комісарів ДКРР 1918                         |    |      |                                           |                     |                        |                                                              |                    |          |
|                                                                  | 1  |      | Федір Сергєєв (1883—1921)                 | 14 лютого 1918      | 17 лютого 1918         | Російська соціал-демократична робітнича партія (більшовиків) | Володимир Ленін    |          |
| Голова Народного секретаріату УНРР 1917-1918                     |    |      |                                           |                     |                        |                                                              |                    |          |
|                                                                  | -  |      | Євгенія Бош (1879—1925) (в. о.)           | 17 грудня 1917      | 9 березня 1918         | Російська соціал-демократична робітнича партія (більшовиків) | Володимир Ленін    |          |
|                                                                  | 1  |      | Микола Скрипник (1872—1933)               | 9 березня 1918      | 17 листопада 1918      | Російська соціал-демократична робітнича партія (більшовиків) | Володимир Ленін    |          |
| Голова Тимчасового Робітничо-Селянського Уряду України 1918-1919 |    |      |                                           |                     |                        |                                                              |                    |          |
|                                                                  | 1  |      | Християн Раковський (1873—1941)           | 17 листопада 1918   | 28 листопада 1918      | Російська комуністична партія (більшовиків)                  | Володимир Ленін    |          |
|                                                                  | 2  |      | Юрій П'ятаков (1890—1937)                 | 28 листопада 1918   | 6 січня 1919           | Російська комуністична партія (більшовиків)                  | Володимир Ленін    |          |
| Голова Ради Народних Комісарів УСРР (пізніше УРСР) 1919-1946     |    |      |                                           |                     |                        |                                                              |                    |          |
|                                                                  | 1  |      | Юрій П'ятаков (1890—1937)                 | 6 січня 1919        | 29 січня 1919          | Російська комуністична партія (більшовиків)                  | Володимир Ленін    |          |
|                                                                  | 2  |      | Християн Раковський (1873—1941)           | 29 січня 1919       | 17 грудня 1919         | Російська комуністична партія (більшовиків)                  | Володимир Ленін    |          |
|                                                                  | 3  |      | Григорій Петровський (1878—1958)          | 17 грудня 1919      | 19 лютого 1920         | Російська комуністична партія (більшовиків)                  | Володимир Ленін    |          |
|                                                                  | 4  |      | Християн Раковський (1873—1941) (Вдруге)  | 19 лютого 1920      | 15 липня 1923          | Російська комуністична партія (більшовиків)                  | Володимир Ленін    |          |
|                                                                  | 5  |      | Влас Чубар (1891—1939)                    | 15 липня 1923       | 28 квітня 1934         | Російська комуністична партія (більшовиків)                  | Йосип Сталін       |          |
|                                                                  | 6  |      | Панас Любченко (1897—1937)                | 28 квітня 1934      | 30 серпня 1937         | Всесоюзна комуністична партія (більшовиків)                  | Йосип Сталін       |          |
|                                                                  | 7  |      | Михайло Бондаренко (1903—1938)            | 30 серпня 1937      | 13 жовтня 1937         | Всесоюзна комуністична партія (більшовиків)                  | Йосип Сталін       |          |
|                                                                  | -  |      | Микола Марчак (1903—1938) (в. о.)         | 13 жовтня 1937      | 19 лютого 1938         | Всесоюзна комуністична партія (більшовиків)                  | Йосип Сталін       |          |
|                                                                  | 8  |      | Дем'ян Коротченко (1894—1969)             | 19 лютого 1938      | 28 липня 1939          | Всесоюзна комуністична партія (більшовиків)                  | Йосип Сталін       |          |
|                                                                  | 9  |      | Леонід Корнієць (1901—1969)               | 28 липня 1939       | 6 лютого 1944          | Всесоюзна комуністична партія (більшовиків)                  | Йосип Сталін       |          |
|                                                                  | 10 |      | Микита Хрущов (1894—1971)                 | 6 лютого 1944       | 15 березня 1946        | Всесоюзна комуністична партія (більшовиків)                  | Йосип Сталін       |          |
| Голова Ради Міністрів УРСР 1946-1991                             |    |      |                                           |                     |                        |                                                              |                    |          |
|                                                                  | 1  |      | Микита Хрущов (1894—1971)                 | 15 березня 1946     | 12 грудня 1947         | Всесоюзна комуністична партія (більшовиків)                  | Йосип Сталін       |          |
|                                                                  | 2  |      | Дем'ян Коротченко (1894—1969)             | 12 грудня 1947      | 15 січня 1954          | Всесоюзна комуністична партія (більшовиків)                  | Йосип Сталін       |          |
|                                                                  | 3  |      | Никифор Кальченко (1906—1989)             | 15 січня 1954       | 28 лютого 1961         | Комуністична партія Радянського Союзу                        | Георгій Меленков   |          |
|                                                                  | 4  |      | Володимир Щербицький (1918—1990)          | 28 лютого 1961      | 28 червня 1963         | Комуністична партія Радянського Союзу                        | Микита Хрущов      |          |
|                                                                  | 5  |      | Іван Казанець (1918—2013)                 | 28 червня 1963      | 15 жовтня 1965         | Комуністична партія Радянського Союзу                        | Микита Хрущов      |          |
|                                                                  | 6  |      | Володимир Щербицький (1918—1990) (Вдруге) | 15 жовтня 1965      | 9 червня 1972          | Комуністична партія Радянського Союзу                        | Леонід Брежнєв     |          |
|                                                                  | 7  |      | Олександр Ляшко (1915—2002)               | 9 червня 1972       | 10 липня 1987          | Комуністична партія Радянського Союзу                        | Леонід Брежнєв     |          |
|                                                                  | 8  |      | Віталій Масол (1928—2018)                 | 10 липня 1987       | 23 жовтня 1990         | Комуністична партія Радянського Союзу                        | Костянтин Черненко |          |
|                                                                  | 9  |      | Вітольд Фокін (1932—2025) (в. о.)         | 23 жовтня 1990      | 24 серпня 1991         | Комуністична партія Радянського Союзу                        | Михайло Горбачов   |          |